# Save Rock and Roll
| 전문가 평가          | 전문가 평가 |
| 총 점수              | 총 점수     |
| 출처                 | 점수        |
| -------------------- | ----------- |
| AnyDecentMusic?      | 6.7/10      |
| 메타크리틱           | 75/100      |
| 평가 점수            |             |
| 출처                 | 점수        |
| AllMusic             | [ 3 ]       |
| Alternative Press    | [ 4 ]       |
| The A.V. Club        | B+          |
| Billboard            | [ 6 ]       |
| Entertainment Weekly | B           |
| The Guardian         | [ 8 ]       |
| The Independent      | [ 9 ]       |
| NME                  | 7/10        |
| Rolling Stone        | [ 11 ]      |
| USA Today            | [ 12 ]      |

《Save Rock and Roll》은 2013년 4월 12일 아일랜드 레코드에서 발매한 미국의 록 밴드 폴 아웃 보이의 다섯 번째 스튜디오 음반이다. 이 음반은 《Folie à Deux》 (2008년) 이후 5년 만에 발매한 밴드의 첫 번째 음반이다.
폴 아웃 보이는 광범위한 투어 활동을 거쳐 2009년 말에 공백기를 가졌고, 각 멤버는 각자의 음악적 관심사를 추구했다. 밴드의 사운드를 재창조하기 위한 시도로 고안된 《Save Rock and Roll》은 2012년 가을부터 캘리포니아주에서 비밀리에 녹음되었다. 밴드와 버치 워커가 프로듀싱한 이 음반은 폴 아웃 보이가 오랜 프로듀서 닐 에이브론으로부터 탈퇴하는 의미를 담고 있다. 록, 팝, R&B 스타일을 결합한 《Save Rock and Roll》은 폭시스, 빅 숀, 코트니 러브, 엘튼 존의 게스트 보컬을 맡았다. 가사는 성장하고, 사랑과 상심을 경험하고, 향수에 의존하는 내면의 어려움을 다룬다.
《Save Rock and Roll》은 미국 빌보드 200에서 정점을 찍었고 미국 음반 산업 협회로부터 플래티넘 인증을 받았다. 이 음반은 또한 캐나다에서 1위, 영국과 오스트레일리아에서 2위를 차지하며 첫 두 나라에서 인증을 받았다. 폴 아웃 보이의 상업적 성공에 활력을 불어넣었고 전반적으로 긍정적인 평가를 받았지만, 대부분의 음악 평론가들은 순수 록 음반으로 분류하는 것을 주저했다.

## 배경
2009년, 두 차례의 전국 투어와 컴필레이션 음반 《Believers Never Die – Greatest Hits》를 발표한 후 폴 아웃 보이의 멤버들은 잠시 휴식을 취하기로 결정했다. 밴드의 결정은 음악 산업에 대한 환멸과 네 번째 음반인 《Folie à Deux》의 지속적인 홍보에서 비롯되었다. 밴드의 베이시스트이자 작사가인 피트 웬츠는 모든 악장이 타블로이드에서 가십거리가 되었으며, 리드 보컬 겸 기타리스트인 패트릭 스텀프는 "우리는 창의적으로, 그리고 아마도 사람으로서 연기를 뿜어내고 있다는 사실을 알게 되었다"라고 회상했다. 또한, 《Folie à Deux》에 대한 팬들의 의견이 엇갈리면서 밴드의 끊임없는 투어 일정이 어려워졌고, 콘서트 관객들은 "음악회에서 음반에 수록된 곡을 연주해 밴드를 야유했다"며 스텀프는 《Folie à Deux》를 지지하는 투어를 "보드빌 쇼의 마지막 공연"이라고 표현했고, 우리는 클랜딘 후드의 썩은 채소 표적이었다"고 설명했다. 기타리스트 조 트로먼은 "우리 중 일부는 무대에서 비참했다"라고 말했다. "다른 사람들은 그냥 술에 취했습니다." 스텀프는 밴드가 휴식을 취하고 싶다는 절박함을 깨닫고 그룹에 앉아 앞으로도 계속하고 싶다면 휴식이 필요하다고 설명했다. 모든 관계자는 개성이 발전함에 따라 그룹의 역동성이 변했다고 느꼈다.

## 커버 아트
이 제목은 웬츠가 "로큰롤을 구하기 위해 돌아왔다(came back to save rock and roll)"고 비꼬는 음반 리뷰를 구상한 후 혀를 내두르는 발언으로 시작되었다. 또한 최근 펀과 고티에 싱글의 성공과 같은 컨템포러리 히트 라디오에서 록 기반 활동이 다시 시작되면서 부분적으로 영감을 받았다.
《Save Rock and Roll》 커버에는 미얀마에서 로저 스톤하우스가 가져간 담배를 피우는 두 소년의 사진이 담겨 있는데, 한 소년은 전통적인 비구 예복을 입고 다른 소년은 청바지와 티셔츠(원래 음반 《Black Ice》의 AC/DC 셔츠였지만 법적 문제로 추정되는 이유로 《Save Rock and Roll》을 위해 에어브러시 아웃)를 입고 있다. 이 이미지는 제작 과정 초기에 밴드가 영감을 주는 이미지를 찾기 위해 인터넷을 샅샅이 뒤지면서 발견되었다. 밴드 멤버들은 이 사진이 "오래된 충돌과 새로운 충돌에 대한 아이디어를 진정으로 공고히 했고, 전통과 변화가 함께 온다"고 생각했다.

## 상업적 성과
닐슨 사운드스캔에 따르면 《Save Rock and Roll》은 미국에서 첫 주 판매량 154,000장으로 빌보드 200 차트 1위에 데뷔했다. 폴 아웃 보이는 같은 날 《Indicud》가 발매되어 2위로 데뷔한 래퍼 키드 쿠디와 판매 경쟁을 벌이고 있었다. 처음에는 업계 소식통에 따르면 두 음반 모두 약 15만 장의 판매량을 기록할 것으로 예상했지만, 이번 추적 주간이 끝날 무렵 《Save Rock and Roll》이 앞서 나갔다. 《Save Rock and Roll》의 발매로 당시 4인조 중 세 번째로 큰 판매량을 기록했고, 이 밴드는 차트에서 통산 두 번째 1위를 차지했다. 이 음반은 《빌보드》 톱 록 음반 및 톱 얼터너티브 음반 차트에서도 1위로 데뷔했다. 두 번째 주에는 76% 감소한 36,000장의 판매량으로 빌보드 200에서 5위로 떨어졌다. 2015년 1월 현재 《Save Rock and Roll》은 67만 장 이상 판매되었다. 2015년 4월 4일로 끝나는 주에는 100번째 차트 주간인 95위를 기록했다.
영국 음반 차트에서는 24,809장으로 2위로 데뷔했다. 이후 영국 축음기 협회로부터 10만 장의 골드 출하량을 인증받았다. 캐나다 음반 차트에서 《Save Rock and Roll》은 첫 주 판매량 8,000장으로 1위를 차지했으며, 이후 4만 장의 골드 출하량을 기록했다. 오스트레일리아와 뉴질랜드에서 모두 2위로 문을 열었다.

## 곡 목록
모든 곡들은 특별한 언급이 없는 한 앤디 헐리, 조 트로먼, 패트릭 스텀프 그리고 피트 웬츠에 의해 작사/작곡하였다.
| #   | 제목                                                     | 작사·작곡                                    | 재생 시간 |
| --- | -------------------------------------------------------- | -------------------------------------------- | --------- |
| 1.  | 〈The Phoenix〉                                          |                                              | 4:04      |
| 2.  | 〈My Songs Know What You Did in the Dark (Light Em Up)〉 | 헐리, 스텀프, 트로먼, 웬츠, 버치 워커, 존 힐 | 3:09      |
| 3.  | 〈Alone Together〉                                       |                                              | 3:23      |
| 4.  | 〈Where Did the Party Go〉                               |                                              | 4:03      |
| 5.  | 〈Just One Yesterday (Feat. 폭시스)〉                    |                                              | 4:04      |
| 6.  | 〈The Mighty Fall (Feat. 빅 숀)〉                        | 헐리, 스텀프, 트로먼, 웬츠, 워커, 힐, 빅 숀  | 3:32      |
| 7.  | 〈Miss Missing You〉                                     |                                              | 3:30      |
| 8.  | 〈Death Valley〉                                         |                                              | 3:46      |
| 9.  | 〈Young Volcanoes〉                                      |                                              | 3:24      |
| 10. | 〈Rat a Tat (Feat. 코트니 러브)〉                        | 헐리, 스텀프, 트로먼, 웬츠, 코트니 러브      | 4:02      |
| 11. | 〈Save Rock and Roll (Feat. 엘튼 존)〉                   |                                              | 4:41      |

## 인증
| 국가                                                                                         | 인증     | 판매량/출하량 |
| -------------------------------------------------------------------------------------------- | -------- | ------------- |
| 캐나다 (뮤직 캐나다)                                                                         | 골드     | 40,000^       |
| 덴마크 (IFPI Danmark)                                                                        | 골드     | 10,000        |
| 싱가포르 (RIAS)                                                                              | 골드     | 5,000*        |
| 영국 (BPI)                                                                                   | 플래티넘 | 300,000       |
| 미국 (RIAA)                                                                                  | 플래티넘 | 1,000,000     |
| *판매량을 기반으로 한 인증 · ^출하량을 기반으로 한 인증 · 판매량+스트리밍을 기반으로 한 인증 |          |               |